# Sumrakovac
Sumrakovac (en serbe cyrillique : Сумраковац) est un village de Serbie situé dans la municipalité de Boljevac, district de Zaječar. Au recensement de 2011, il comptait 490 habitants.

## Démographie
| 1948  | 1953  | 1961  | 1971  | 1981  | 1991 | 2002 | 2011 |
| ----- | ----- | ----- | ----- | ----- | ---- | ---- | ---- |
| 1 529 | 1 547 | 1 475 | 1 212 | 1 017 | 805  | 642  | 490  |

|  |